# 풍영초등학교
풍영초등학교는 대한민국 광주광역시 광산구에 있는 초등학교이다.

## 연혁
- 2002. 3. 1. 풍영초등학교 설립 인가(36학급)
- 2002. 3. 1. 신가·마지초등학교에서 분리 개교(24학급)
- 2002. 3. 1. 초대 고재옥 교장 부임
- 2002. 6. 5. 풍영초등학교 개교 기념식
- 2003. 2. 20. 제1회 졸업생 배출(97명 졸업)
- 2003. 3. 1. 13학급 증설(계 37학급, 특수1 포함), 유치원 1
- 2004. 2. 20. 제2회 졸업생 배출(150명 졸업 총 247명)
- 2005. 2. 18. 제3회 졸업생 배출(206명 졸업 총 453명)
- 2005. 3. 1. 제2대 최봉순 교장 부임
- 2006. 2. 17. 제4회 졸업생 배출(167명 졸업, 총 620명)
- 2006 문화유산 연구학교 운영(1차년도)
- 2007. 2. 15. 제5회 졸업생 배출(182명 졸업, 총 802명)
- 2007. 3. 1. 1학급증설(38학급,특수1포함), 유치원 1
- 2007 문화유산 연구학교 운영(2차년도)
- 2008. 2. 19. 제6회 졸업생 배출(232명졸업, 총 1,034명)
- 2008. 3. 1. 4학급증설(42학급, 특수1포함), 유치원1
- 2008. 3. 1. 교원능력평가 연구학교 운영
- 2008. 9. 1. 제3대 이근중 교장 부임
- 2009. 2. 17. 제7회 졸업생 배출(263명, 총 1,297명)
- 2009. 3. 1. 42학급(특수1포함) 편성 유치원1
- 2009. 3. 1. 교원능력평가 연구학교 운영
- 2009. 문화예술선도학교운영(한국문화예술교육진흥원지정)
- 2010. 2. 17. 제8회 졸업생 배출(221명, 총 1517명)
- 2010. 3. 1. 42학급(41학급, 특수1포함)
- 2010. 5. 24. 문화예술선도학교운영(한국문화예술교육진흥원지정)
- 2011. 2. 17. 제9회 졸업생 배출(239명, 총1556명)
- 2011. 3. 1. 42학급(41학급, 특수1포함)
- 2011 문화예술특성화학교 운영(광주광역시교육청 지정)
- 2011 인권이 꽃피는 학교 운영(광주광역시교육청 지정)
- 2011. 12. 21. 제11회 광주환경교육대상 우수상 수상
- 2012. 3. 1. 42학급(41학급, 특수1포함)
- 2012 학교급식연구학교 운영(광주광역시교육청 지정)
- 2012. 9. 1. 제4대 신금석 교장 부임
- 2013. 2. 19. 제11회 졸업생배출(265명, 총2,235명)
- 2013. 3. 1 41학급(40학급, 특수1포함)
- 2014. 2. 18 제12회 졸업생 배출(193명, 총2,167명)
- 2014. 3. 1 제5대 박철성 교장 부임
- 2015. 2. 17 제13회 졸업생 배출(138명, 총2,305명)

## 학교 상징
- 교화 - 장미 : 긍지, 정열, 사랑, 아름다움
- 교목 - 소나무 : 푸른 기상, 굳센 의지, 진취
- 교색 - 연두 : 희망, 개성, 맑고 신선함
- 학교심볼 : 장미, 바람개비, 피어나는 꽃

## 참고 자료
- 풍영초등학교 - 한국교육학술정보원 학교알리미